# Penarukan (Buleleng)
Penarukan is een bestuurslaag in het regentschap Buleleng van de provincie Bali, Indonesië. Penarukan telt 10.223 inwoners (volkstelling 2010).